# بطولة ويمبلدون 1923
قائمة ببطولات ويمبلدون لسنة 1923:

## فردي رجال
بيل جونستن هزم  فرانك هنتر . النتيجة: 6-3 6-4 6-2

## فردي سيدات
سوزان لنغلن هزمت  كيتي ماكين جودفري. النتيجة: 6-2, 6-2